# Anita Protti
Anita Protti (ur. 4 sierpnia 1964 w Lozannie) – szwajcarska lekkoatletka specjalizująca się w biegu na 400 metrów przez płotki.
Protti osiągała bardzo dobre wyniki w 1990 i 1991, ustanawiając wówczas rekordy kraju w biegu na 400 m przez płotki oraz w biegu płaskim na 400 metrów. Jej największe osiągnięcia to: brązowy medal halowych mistrzostw Europy w 1989,  srebrny medal mistrzostw Europy w 1990 oraz brązowy medal halowych mistrzostw świata w 1991.
W kolejnym sezonie musiała wycofać się ze względu na kontuzję ścięgna Achillesa. Powróciła na bieżnię dwa lata później, ale nigdy już nie uzyskała takich wyników jak wcześniej.

## Rekordy życiowe
- bieg na 400 metrów – 51,32 (1990) – rekord Szwajcarii
- bieg na 400 metrów przez płotki – 54,25 (1991) – były rekord Szwajcarii
- bieg na 800 metrów – 1:59,98 (1990)